# 金渭斌
金渭斌（1962年11月27日—），中国上海市人，围棋职业七段棋手。

## 生平
他1982年定为四段，1987年升为七段。1987年12月，参加第二届天元赛进入复赛。他曾获1989年牟铜杯邀请赛第4名，1991年第1届霜花杯第4名。1999年代表江苏新华家电队参加围甲联赛。他曾担任江苏围棋队教练。

## 升段记录
四段：1982年。
五段：1983年。
六段：1985年。
七段：1987年6月。